# Governo Erhard I
Il primo governo Erhard è stato il sesto governo federale della Repubblica Federale Tedesca, in carica dal 17 ottobre 1963 al 26 ottobre 1965, durante la quarta legislatura del Bundestag.
Il governo, con a capo il cristianodemocratico Ludwig Erhard, è stato sostenuto da una coalizione "giallo-nera" composta dall'Unione Cristiano Democratica (CDU), l'Unione cristianosociale bavarese (CSU) e il Partito liberaldemocratico (FDP).
La coalizione, vincerà le elezioni del Elezioni federali del 1965 e formerà il secondo governo Erhard.

## Situazione Parlamentare
| Camera    | Collocazione | Partiti                       | Seggi     |
| --------- | ------------ | ----------------------------- | --------- |
| Bundestag | Maggioranza  | CDU (201), CSU (67), FDP (50) | 318 / 521 |
| Bundestag | Opposizione  | SPD (203)                     | 203 / 521 |

## Composizione
| Ministero                                                                                   | Nome | Nome                                                       | Partito |
| ------------------------------------------------------------------------------------------- | ---- | ---------------------------------------------------------- | ------- |
| Cancelliere federale                                                                        |      | Ludwig Erhard                                              | CDU     |
| Affari esteri                                                                               |      | Gerhard Schröder                                           | CDU     |
| Interni                                                                                     |      | Hermann Höcherl                                            | CSU     |
| Giustizia                                                                                   |      | Ewald Bucher fino al 27/03/1965                            | FDP     |
| Giustizia                                                                                   |      | Karl Weber dal 01/04/1965                                  | CDU     |
| Finanze                                                                                     |      | Rolf Dahlgrün                                              | FDP     |
| Economia                                                                                    |      | Kurt Schmücker                                             | CDU     |
| Agricoltura e foreste                                                                       |      | Werner Schwarz                                             | CDU     |
| Lavoro e solidarietà sociale                                                                |      | Theodor Blank                                              | CDU     |
| Difesa                                                                                      |      | Kai-Uwe von Hassel                                         | CDU     |
| Trasporti                                                                                   |      | Hans-Christoph Seebohm                                     | CDU     |
| Poste e telecomunicazioni                                                                   |      | Richard Stücklen                                           | CSU     |
| Trasporti, politiche abitative e del territorio                                             |      | Paul Lücke                                                 | CDU     |
| Rifugiati di guerra                                                                         |      | Hans Krüger fino al 07/02/1964                             | CDU     |
| Rifugiati di guerra                                                                         |      | Ernst Lemmer dal 19/02/1964                                | CDU     |
| Rapporti con la Germania Est, Vice-cancelliere                                              |      | Erich Mende                                                | FDP     |
| Affari regionali                                                                            |      | Alois Niederalt                                            | CSU     |
| Ricerca scientifica                                                                         |      | Hans Lenz                                                  | FDP     |
| Famiglia e gioventù                                                                         |      | Bruno Heck                                                 | CDU     |
| Tesoro                                                                                      |      | Werner Dollinger                                           | CSU     |
| Cooperazione economica                                                                      |      | Walter Scheel                                              | FDP     |
| Sanità                                                                                      |      | Elisabeth Schwarzhaupt                                     | CDU     |
| Senza portafoglio fino al 13/07/1964 In seguito:Presidente del consiglio federale di difesa |      | Heinrich Krone Presidente del consiglio federale di difesa | CDU     |
| Senza portafoglio dal 16/06/1964                                                            |      | Ludger Westrick Capo della cancelleria federale            | CDU     |